# Kostel svatého Bartoloměje (Heřmanův Městec)
Kostel svatého Bartoloměje postavený v pozdně barokním stylu se nachází na východní straně náměstí Míru v Heřmanově Městci. Díky jasné slohové vyhraněnosti jde o památku přesahující rámec lokální východočeské architektury.

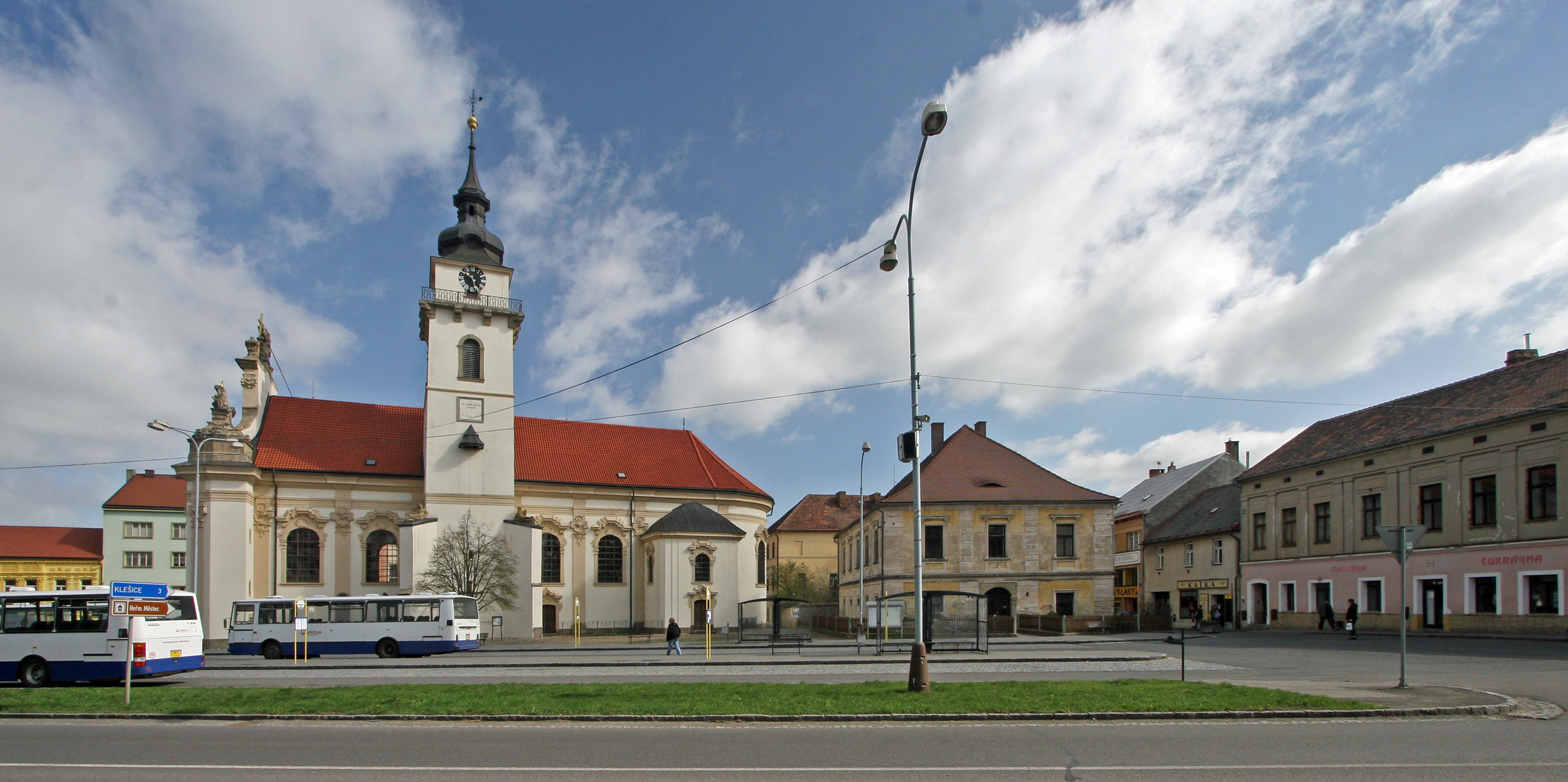
Pohled na kostel sv. Bartoloměje od jihu

## Historie
Již v letech založení města zde stál gotický kostel zasvěcený sv. Bartoloměji. V pramenech se o něm poprvé zmínil pražský arcibiskup Arnošt z Pardubic roku 1349. Později byl přestavěn na renesanční. Roku 1740 kostel poničil požár, proto majitel panství hrabě Jan Václav Špork pověřil místního stavitelského mistra Františka Tomáše Jedličku úplnou přestavbou. Barokní architektura s rokokovými dekoračními prvky byla vystavěna mezi lety 1756–1761.
V roce 2002 proběhla významná rekonstrukce vnějšího pláště, krovu a střechy umožněná díky příspěvkům státu, města, církve a sponzorů.

## Popis

#### Exteriér
Děkanský kostel tvoří svým portálem dominantu celého náměstí. 43,45 m dlouhou a 13,82 m širokou stavbu doplňuje téměř 42 m vysoká věž. Západní průčelí je členěno pilastry. V jeho středu je pískovcový portál s dvoukřídlými dveřmi, nad nimiž je v pískovci vytesán erb rodu Šporků. Ve štítě stojí v nice socha sv. Bartoloměje. Patrona kostela doplňují tři sochy andílků symbolizující hlavní ctnosti – víru, naději a lásku.
Při jižním průčelí kostela stojí kopie sochy sv. Antonína Paduánského, nedaleko je na památku padlým v první světové válce postaven při stěně kostela pomník.

#### Interiér
Kostel je jednolodní se čtyřmi bočními prostory. Na valenou klenbu zobrazil malíř František Xaver Palko výjevy z legendy o sv. Bartoloměji. Pozlacená kazatelna a oltář jsou řezbářským dílem bratří Pacáků. Na západní straně je hudební kůr s varhanami.
Pod kostelem se nacházejí tři hrobky. Největší a nejvýznamnější z nich umístěná pod hlavním oltářem je hrobka s ostatky majitelů panství. V další hrobce jsou pohřbeni heřmanoměstečtí kněží a poslední patří rodině stavitele Jedličky.